# Elleben
Elleben es un municipio situado en el distrito de Ilm, en el estado federado de Turingia (Alemania). Tiene una población estimada, a fines de 2021, de 891 habitantes.
Está ubicado a poca distancia al sur de la ciudad de Erfurt, la capital del estado.